# 11e étape du Tour de France 2004
Pour un article plus général, voir Tour de France 2004.
La 11e étape du Tour de France 2004 s'est déroulée le 15 juillet 2004. Le parcours s'étendait sur 164 kilomètres et reliait Saint-Flour à Figeac. Elle est remportée par David Moncoutié.

## Parcours
Les coureurs parcourent trois départements : le Cantal, l'Aveyron, à nouveau le Cantal, et le Lot. Ils passent notamment par Entraygues, la côte de Montsalvy, Maurs et Bagnac-sur-Célé. L'arrivée est jugée avenue du Foirail à Figeac.

## La course
Une échappée de trois coureurs se forme, dans la côte de Thérondels : les Espagnols Juan Antonio Flecha et Egoi Martinez, et le Français David Moncoutié. Mené par l'équipe Brioches-La Boulangère du maillot jaune Thomas Voeckler, le peloton laisse huit minutes aux échappés. À neuf kilomètres de l'arrivée, Flecha attaque, Moncoutié contre et il distance rapidement les deux Espagnols. Il arrive en solitaire à Figeac.

## Classement de l'étape
| \| Classement de l'étape \| Classement de l'étape \| Classement de l'étape \| Classement de l'étape \| Classement de l'étape \| \| Coureur \| Coureur \| Pays \| Équipe \| Temps \| \| --------------------- \| --------------------- \| --------------------- \| ------------------------------- \| --------------------- \| \| 1er \| David Moncoutié \| France \| Cofidis-Le Crédit par Téléphone \| 3 h 54 min 58 s \| \| 2e \| Juan Antonio Flecha \| Espagne \| Fassa Bortolo \| + 2 min 15 s \| \| 3e \| Egoi Martínez \| Espagne \| Euskaltel-Euskadi \| + 2 min 17 s \| \| 4e \| Thor Hushovd \| Norvège \| Crédit Agricole \| + 5 min 58 s \| \| 5e \| Erik Zabel \| Allemagne \| T-Mobile \| + 5 min 58 s \| \| 6e \| Robbie McEwen \| Australie \| Lotto-Domo \| + 5 min 58 s \| \| 7e \| Paolo Bettini \| Italie \| Quick Step-Davitamon \| + 5 min 58 s \| \| 8e \| Danilo Hondo \| Allemagne \| Gerolsteiner \| + 5 min 58 s \| \| 9e \| Lance Armstrong \| États-Unis \| US Postal Service-Berry Floor \| DQ \| \| 10e \| Stuart O'Grady \| Australie \| Cofidis-Le Crédit par Téléphone \| + 5 min 58 s \| |                     |            |                                 |                 |
| |                     |            |                                 |                 |
| |                     |            |                                 |                 |
| Classement de l'étape |                     |            |                                 |                 |
| Coureur | Coureur             | Pays       | Équipe                          | Temps           |
| 1er | David Moncoutié     | France     | Cofidis-Le Crédit par Téléphone | 3 h 54 min 58 s |
| 2e | Juan Antonio Flecha | Espagne    | Fassa Bortolo                   | + 2 min 15 s    |
| 3e | Egoi Martínez       | Espagne    | Euskaltel-Euskadi               | + 2 min 17 s    |
| 4e | Thor Hushovd        | Norvège    | Crédit Agricole                 | + 5 min 58 s    |
| 5e | Erik Zabel          | Allemagne  | T-Mobile                        | + 5 min 58 s    |
| 6e | Robbie McEwen       | Australie  | Lotto-Domo                      | + 5 min 58 s    |
| 7e | Paolo Bettini       | Italie     | Quick Step-Davitamon            | + 5 min 58 s    |
| 8e | Danilo Hondo        | Allemagne  | Gerolsteiner                    | + 5 min 58 s    |
| 9e | Lance Armstrong     | États-Unis | US Postal Service-Berry Floor   | DQ              |
| 10e | Stuart O'Grady      | Australie  | Cofidis-Le Crédit par Téléphone | + 5 min 58 s    |

## Classement général
| \| Classement général \| Classement général \| Classement général \| Classement général \| Classement général \| \| Coureur \| Coureur \| Pays \| Équipe \| Temps \| \| ------------------ \| ---------------------- \| ------------------ \| ------------------------------- \| ------------------ \| \| 1er \| Thomas Voeckler \| France \| Brioches La Boulangère \| 46 h 43 min 10 s \| \| 2e \| Stuart O'Grady \| Australie \| Cofidis-Le Crédit par Téléphone \| + 3 min 00 s \| \| 3e \| Sandy Casar \| France \| Fdjeux.com \| + 4 min 13 s \| \| 4e \| Richard Virenque \| France \| Quick Step-Davitamon \| + 6 min 52 s \| \| 5e \| Jakob Piil \| Danemark \| CSC \| + 7 min 43 s \| \| 6e \| Lance Armstrong \| États-Unis \| US Postal Service-Berry Floor \| DQ \| \| 7e \| Erik Zabel \| Allemagne \| T-Mobile \| + 9 min 58 s \| \| 8e \| José Azevedo \| Portugal \| US Postal Service-Berry Floor \| + 10 min 04 s \| \| 9e \| José Enrique Gutiérrez \| Espagne \| Phonak Hearing Systems \| + 10 min 09 s \| \| 10e \| Francisco Mancebo \| Espagne \| Illes Balears-Banesto \| + 10 min 18 s \| |                        |            |                                 |                  |
| |                        |            |                                 |                  |
| |                        |            |                                 |                  |
| Classement général |                        |            |                                 |                  |
| Coureur | Coureur                | Pays       | Équipe                          | Temps            |
| 1er | Thomas Voeckler        | France     | Brioches La Boulangère          | 46 h 43 min 10 s |
| 2e | Stuart O'Grady         | Australie  | Cofidis-Le Crédit par Téléphone | + 3 min 00 s     |
| 3e | Sandy Casar            | France     | Fdjeux.com                      | + 4 min 13 s     |
| 4e | Richard Virenque       | France     | Quick Step-Davitamon            | + 6 min 52 s     |
| 5e | Jakob Piil             | Danemark   | CSC                             | + 7 min 43 s     |
| 6e | Lance Armstrong        | États-Unis | US Postal Service-Berry Floor   | DQ               |
| 7e | Erik Zabel             | Allemagne  | T-Mobile                        | + 9 min 58 s     |
| 8e | José Azevedo           | Portugal   | US Postal Service-Berry Floor   | + 10 min 04 s    |
| 9e | José Enrique Gutiérrez | Espagne    | Phonak Hearing Systems          | + 10 min 09 s    |
| 10e | Francisco Mancebo      | Espagne    | Illes Balears-Banesto           | + 10 min 18 s    |

## Classements annexes
| Classement par points | Classement par points | Classement par points | Classement par points           | Classement par points |
| Coureur               | Coureur               | Pays                  | Équipe                          | Points                |
| --------------------- | --------------------- | --------------------- | ------------------------------- | --------------------- |
| 1er                   | Robbie McEwen         | Australie             | Lotto-Domo                      | 210 pts               |
| 2e                    | Erik Zabel            | Allemagne             | T-Mobile                        | 201 pts               |
| 3e                    | Thor Hushovd          | Norvège               | Crédit Agricole                 | 195 pts               |
| 4e                    | Stuart O'Grady        | Australie             | Cofidis-Le Crédit par Téléphone | 186 pts               |
| 5e                    | Danilo Hondo          | Allemagne             | Gerolsteiner                    | 176 pts               |

| Classement par points | Classement par points | Classement par points | Classement par points           | Classement par points |
| Coureur               | Coureur               | Pays                  | Équipe                          | Points                |
| --------------------- | --------------------- | --------------------- | ------------------------------- | --------------------- |
| 1er                   | Robbie McEwen         | Australie             | Lotto-Domo                      | 210 pts               |
| 2e                    | Erik Zabel            | Allemagne             | T-Mobile                        | 201 pts               |
| 3e                    | Thor Hushovd          | Norvège               | Crédit Agricole                 | 195 pts               |
| 4e                    | Stuart O'Grady        | Australie             | Cofidis-Le Crédit par Téléphone | 186 pts               |
| 5e                    | Danilo Hondo          | Allemagne             | Gerolsteiner                    | 176 pts               |

| Classement de la montagne | Classement de la montagne | Classement de la montagne | Classement de la montagne | Classement de la montagne |
| Coureur                   | Coureur                   | Pays                      | Équipe                    | Points                    |
| ------------------------- | ------------------------- | ------------------------- | ------------------------- | ------------------------- |
| 1er                       | Richard Virenque          | France                    | Quick Step-Davitamon      | 84 pts                    |
| 2e                        | Axel Merckx               | Belgique                  | Lotto-Domo                | 57 pts                    |
| 3e                        | Paolo Bettini             | Italie                    | Quick Step-Davitamon      | 36 pts                    |
| 4e                        | Christophe Moreau         | France                    | Crédit Agricole           | 30 pts                    |
| 5e                        | Francisco Mancebo         | Espagne                   | Illes Balears-Banesto     | 21 pts                    |

| Classement de la montagne | Classement de la montagne | Classement de la montagne | Classement de la montagne | Classement de la montagne |
| Coureur                   | Coureur                   | Pays                      | Équipe                    | Points                    |
| ------------------------- | ------------------------- | ------------------------- | ------------------------- | ------------------------- |
| 1er                       | Richard Virenque          | France                    | Quick Step-Davitamon      | 84 pts                    |
| 2e                        | Axel Merckx               | Belgique                  | Lotto-Domo                | 57 pts                    |
| 3e                        | Paolo Bettini             | Italie                    | Quick Step-Davitamon      | 36 pts                    |
| 4e                        | Christophe Moreau         | France                    | Crédit Agricole           | 30 pts                    |
| 5e                        | Francisco Mancebo         | Espagne                   | Illes Balears-Banesto     | 21 pts                    |

| Classement du meilleur jeune | Classement du meilleur jeune | Classement du meilleur jeune | Classement du meilleur jeune | Classement du meilleur jeune |
| Coureur                      | Coureur                      | Pays                         | Équipe                       | Temps                        |
| ---------------------------- | ---------------------------- | ---------------------------- | ---------------------------- | ---------------------------- |
| 1er                          | Thomas Voeckler              | France                       | Brioches La Boulangère       | 46 h 43 min 10 s             |
| 2e                           | Sandy Casar                  | France                       | Fdjeux.com                   | + 4 min 13 s                 |
| 3e                           | Michele Scarponi             | Italie                       | Domina Vacanze               | + 12 min 22 s                |
| 4e                           | Sylvain Chavanel             | France                       | Brioches La Boulangère       | + 12 min 40 s                |
| 5e                           | Jérôme Pineau                | France                       | Brioches La Boulangère       | + 12 min 42 s                |

| Classement du meilleur jeune | Classement du meilleur jeune | Classement du meilleur jeune | Classement du meilleur jeune | Classement du meilleur jeune |
| Coureur                      | Coureur                      | Pays                         | Équipe                       | Temps                        |
| ---------------------------- | ---------------------------- | ---------------------------- | ---------------------------- | ---------------------------- |
| 1er                          | Thomas Voeckler              | France                       | Brioches La Boulangère       | 46 h 43 min 10 s             |
| 2e                           | Sandy Casar                  | France                       | Fdjeux.com                   | + 4 min 13 s                 |
| 3e                           | Michele Scarponi             | Italie                       | Domina Vacanze               | + 12 min 22 s                |
| 4e                           | Sylvain Chavanel             | France                       | Brioches La Boulangère       | + 12 min 40 s                |
| 5e                           | Jérôme Pineau                | France                       | Brioches La Boulangère       | + 12 min 42 s                |

| Classement par équipes | Classement par équipes        | Classement par équipes | Classement par équipes |
| Équipe                 | Équipe                        | Pays                   | Temps                  |
| ---------------------- | ----------------------------- | ---------------------- | ---------------------- |
| 1re                    | CSC                           | Danemark               | 138 h 04 min 01 s      |
| 2e                     | Alessio-Bianchi               | Italie                 | + 2 min 23 s           |
| 3e                     | Brioches La Boulangère        | France                 | + 4 min 16 s           |
| 4e                     | Quick Step-Davitamon          | Belgique               | + 9 min 49 s           |
| 5e                     | US Postal Service-Berry Floor | États-Unis             | + 10 min 48 s          |

| Classement par équipes | Classement par équipes        | Classement par équipes | Classement par équipes |
| Équipe                 | Équipe                        | Pays                   | Temps                  |
| ---------------------- | ----------------------------- | ---------------------- | ---------------------- |
| 1re                    | CSC                           | Danemark               | 138 h 04 min 01 s      |
| 2e                     | Alessio-Bianchi               | Italie                 | + 2 min 23 s           |
| 3e                     | Brioches La Boulangère        | France                 | + 4 min 16 s           |
| 4e                     | Quick Step-Davitamon          | Belgique               | + 9 min 49 s           |
| 5e                     | US Postal Service-Berry Floor | États-Unis             | + 10 min 48 s          |